# Muzio Vitelleschi
Muzio Vitelleschi (2 de dezembro de 1563 – 9 de fevereiro de 1645) foi um padre jesuíta italiano, sexto superior geral no período entre 1615 e 1645.